# Pacatuba (Ceará)
Pour les articles homonymes, voir Pacatuba.
Pacatuba est une ville brésilienne de l'État du Ceará. Sa population était estimée à 72 299 habitants en 2010. La municipalité s'étend sur 132 km2.
Elle fait partie de la région métropolitaine de Fortaleza.

## Maires
| Période | Période | Identité                         | Étiquette | Qualité |
| ------- | ------- | -------------------------------- | --------- | ------- |
| 2005    | 2012    | José Roberto Franklin Cavalcante | PRB       |         |